# Mario Scirea
Mario Scirea (né le 7 août 1964 à Oltre il Colle, dans la province de Bergame, en Lombardie) est un coureur cycliste italien. Il est actuellement directeur sportif de l'équipe UAE Abu Dhabi.

## Biographie
En 1987, Mario Scirea gagne le titre de Champion du Monde du 100 km sur route contre-la-montre par équipes avec Roberto Fortunato, Eros Poli et Flavio Vanzella.
Il devient professionnel en 1989 et le restera jusqu'en 2004. Il y remporte deux victoires. Entre 1996 et 2004, il faisait partie du train emmenant Mario Cipollini.

## Palmarès

### Palmarès amateur
- 1982
  - Trofeo Emilio Paganessi
- 1986
  -  Médaillé d'argent du championnat du monde du contre-la-montre par équipes
  - 3e de Milan-Rapallo
- 1987
  -  Champion du monde du contre-la-montre par équipes (avec Roberto Fortunato, Eros Poli et Flavio Vanzella)

### Palmarès professionnel
- 1989
  - 6e étape du Tour des Amériques
- 1996
  - 2e étape de la Hofbrau Cup

## Résultats sur les grands tours

### Tour de France
9 participations
- 1989 : hors délais (10e étape)
- 1992 : 107e
- 1993 : 120e
- 1994 : abandon (14e étape)
- 1995 : 98e
- 1996 : abandon (6e étape)
- 1998 : abandon (10e étape)
- 1999 : non-partant (15e étape)
- 2000 : abandon (12e étape)

### Tour d'Italie
14 participations
- 1989 : 131e
- 1991 : 105e
- 1993 : 115e
- 1994 : 85e
- 1995 : 102e
- 1996 : 95e
- 1997 : abandon (6e étape)
- 1998 : 61e
- 1999 : 67e
- 2000 : 56e
- 2001 : 121e
- 2002 : 109e
- 2003 : 84e
- 2004 : 121e

### Tour d'Espagne
6 participations
- 1990 : 117e
- 1991 : 106e
- 1992 : 112e
- 1995 : abandon (12e étape)
- 1997 : 113e
- 2002 : abandon (8e étape)[1]